# Fernando Gonçalves
Pour les articles homonymes, voir Gonçalves.
Fernando Gonçalves, de son nom complet Fernando Moreira Gonçalves est un footballeur portugais né le 4 décembre 1967 à Cascais. Il évoluait au poste d'attaquant.

## Biographie

### Carrière en club
Mis dans le groupe professionnel du CF Belenenses en 1986, il débute sur les terrains en 1989 lors d'un match contre Boavista. Il est joueur du Belenenses jusqu'en 1994,,,.
C'est sous les couleurs de Belenenses qu'il réalise ses meilleures performances en première division. Lors de la saison 1992-1993, il inscrit neuf buts en championnat. Cette saison là, il se met en évidence en marquant deux doublés. Il inscrit son premier doublé le 13 septembre 1992, lors de la réception du Vitória Guimarães (victoire 3-0). Il marque son second doublé le 25 octobre de la même année, à l'occasion de la venue du Paços de Ferreira (victoire 4-1). La saison suivante, il inscrit huit buts en championnat. Il est encore l'auteur d'un nouveau doublé, le 16 janvier 1994, lors de la venue du SC Salgueiros (défaite 2-3).
Entre 1994 et 1996, il porte les couleurs de l'Estrela da Amadora, toujours en première division,,.
Lors de la saison 1996-1997, il joue avec le SC Campomaiorense, en deuxième division,,.
Transféré en 1997 au SCU Torreense, il joue pendant deux saisons avec ce club, en deuxième et troisième division,,.
Il termine sa carrière à l'issue d'une dernière saison 1999-2000 avec le modeste club amateur de l'Atlético CP,,.
Au total, il dispute 139 matchs en première division portugaise, pour 23 buts inscrits.

### Carrière en équipe nationale
International portugais, il reçoit une seule et unique sélection en équipe du Portugal. Le 11 novembre 1992, il joue contre la Bulgarie en amical (victoire 2-1 à Saint-Ouen).